# Walter Hammer
Walter Hammer (ur. 30 czerwca 1907 w Hagen, zm. 21 lutego 2003) – SS-Obersturmbannführer oraz Regierungsrat, w 1939 roku był dowódcą 2 oddziału podporządkowanego Einsatzgruppe IV pod dowództwem SS-Brigadeführera Lothara Beutela działającej przy 4 Armii. W czasie okupacji Polski był komendantem SD w Warszawie.

## Życiorys
Syn sędziego studiował prawo we Fryburgu Bryzgowijskim. Po uzyskaniu doktoratu w Getyndze pracował w sądzie w Hagen, a w maju 1933 wstąpił do NSDAP (nr 3.196.199) i SS nr 280 155, nr NSDAP - 3 196 199. Od 9 listopada 1936 do 1938 był asesorem rządowym na komisariacie policji państwowej w Erfurcie. W maju 1945 roku Hammer trafił do niewoli sowieckiej. Został skazany przez radziecki sąd wojskowy na 25 lat łagru. Dzięki porozumieniu między kanclerzem Konradem Adenauerem i ministrem obrony Nikołajem Aleksandrowiczem Bułganinem mógł wrócić do Niemiec w grudniu 1955 r.